# Hokkien singapurense
Hokkien de Singapura ou hokkien singapurense (chinês simplificado: 新加坡 福建 话; chinês tradicional: 新加坡 福建 話; Pe̍h-ōe-jī: Sin-ka-pho Hok-kiàn-ōe; Tâi-lô: Sin-ka-pho Hok-kiàn-uē) é uma variante local da língua hokkien falada em Singapura. Nos círculos acadêmicos chineses, esse dialeto é conhecido como Ban-lam Gu de Singapura (chinês simplificado: 新加坡 闽南 语; chinês tradicional: 新加坡 閩南 語; Pe̍h-ōe-jī: Sin-ka-pho Bân-lâm-gu). Está intimamente relacionado com o hokkien malasiano peninsular do sul (南馬 福建 話) falado no sul da Malásia, bem como com o hokkien riau (廖 內 福建 話) falado na província indonésia de Riau. Também se assemelha muito ao amoy (厦门 话; 廈門 話) falado em Amoy, na República Popular da China, e ao hokkien taiwanês, que é falado em Taiwan.
Hokkien é a pronúncia Min Nan para a província de Fujian e é geralmente o termo usado pelos chineses no sudeste da Ásia para se referir ao dialeto 'Banlam' (閩南 語). O hokkien de Singapura geralmente usa o de Amoy como seu padrão, e seu sotaque é predominantemente baseado em uma mistura da fala Quanzhou e Zhangzhou, com uma inclinação maior para a primeira.
Como muitas línguas faladas em Singapura, o hokkien de Singapura é influenciado por outras línguas ou dialetos falados em Singapura. Por exemplo, o hokkien de Singapura é influenciado até certo ponto por Teochew, e às vezes é considerado uma combinada fala hokkien-teochew (福 潮 話). Além disso, possui muitos empréstimos do malaio e do inglês.
No entanto, a gramática e os tons do hokkien de Singapura ainda são amplamente baseados no Banlam. Quando comparado ao sotaque de prestígio de Taiwan (臺 語 優勢 腔) falado em Tainan e Kaohsiung, a pronúncia do hokkien de Singapura inclina-se para o sotaque quanzhou, que também é próximo à pronúncia de Taipé e Amoy, e é menos próxima da de Tainan, que tem uma inclinação maior para o sotaque de Zhangzhou (漳州 腔).
Um singapuriano provavelmente não teria problemas para conversar com falantes de taiwanês falando o hokkien de Singapura, com exceção de alguns empréstimos linguísticos japoneses. Da mesma forma, o hokkien de Singapura é conhecido por falantes de Taiwan, com exceção de alguns empréstimos do malaio e do inglês.

## História e atualidade

### Imigração chinesa para Singapura
Do século XIX até a primeira metade do século XX, houve um grande influxo de migrantes chineses do sul da China para Singapura. Isso fez com que os chineses constituíssem quase 75% da população de Singapura. Destes chineses, muitos são originários das regiões de Quanzhou e Zhangzhou, na província de Fuquiém. Eles trouxeram as línguas Min Nan para Singapura, que foi então propagado por Singapura e Malásia. Como não havia um nome formal chinês para o Min Nan no início do século XX, esses migrantes começaram a usar seu lugar de origem como o nome de sua fala, e assim chamaram o dialeto "Hokkien", referindo-se à província de Fuquiém.
Durante o século XIX, muitas escolas privadas tradicionais chinesas em Singapura (referidas como 私塾 仔; su-sio̍k-á) geralmente usavam o hokkien para ensinar clássicos chineses e chinês clássico. No entanto, no início do século XX, o mandarim começou a substituir o hokkien como meio de instrução nas escolas chinesas após a fundação de muitas escolas de mandarim.
Durante as décadas de 1950 e 1960, muitos discursos políticos em Singapura foram em língua hokkien, a fim de alcançar a comunidade chinesa em Singapura. Havia também uma cena cultural próspera do hokkien, que incluía contação de histórias, ópera e mídia de hokkien em Singapura.

### Campanha Fale Mandarim
A partir de 1979, o governo de Singapura começou a pressionar o uso do mandarim em Singapura, liderado pela campanha Fale Mandarim  (em inglês: Speak Mandarin Campaign), e começou por causa do problema em ter vários dialetos diferentes em uma mesma cidade. Depois disso, o governo de Singapura também começou a empregar uma censura mais severa, ou proibição, da mídia em hokkien na mídia chinesa de Singapura. Consequentemente, toda a mídia em hokkien em Singapura teve que ser dublada em mandarim antes de ter permissão para transmitir na TV nacional. Além disso, a década de 1980 viu o ensino médio chinês ser substituído pelo inglês, fazendo com que o inglês surgisse como a língua mais amplamente usada em Singapura. Os benefícios da língua inglesa e do mandarim, juntamente com a forte promoção do mandarim, levou o hokkien ao declínio em Singapura após 1979. O aprendizado de mandarim era também incentivado pelo governo.

### Status atual
O hokkien de Singapura já foi a principal língua de Singapura, mas hoje não é mais tão importante, com os seus falantes mais jovens trocando o hokkien pelo inglês e mandarim principalmente durante o século XX.
Hoje, a língua franca da comunidade chinesa em Singapura é o mandarim. Embora o hokkien ainda seja falado em Singapura hoje, principalmente pela população idosa chinesa, ele não é tão difundido como antes. Os lugares mais comuns para ouvir hokkien falado em Singapura são nos centros hawker ou kopi tiams.
A capacidade de falar varia entre as diferentes faixas etárias dos hokkien singapurenses. Os idosos geralmente conseguem se comunicar de maneira eficaz em hokkien. Por outro lado, as gerações média e mais jovem geralmente perderam a capacidade de se comunicar com tanta fluência. No entanto, quando se trata de usar palavrões, a maioria da geração mais jovem listou o hokkien como o primeiro de todos os idiomas e dialetos. Com a campanha Fale Mandarim do governo, a população que fala hokkien diminuiu muito, mesmo assim, hokkien ainda é falado em Singapura, mesmo que por uma pequena minoria, não só isso, mas como Singapura era uma colônia britânica, o inglês sempre teve status de prestígio, o que encoraja os jovens a preferirem o inglês ao invés do hokkien por causa de status e trabalho.
Os falantes hokkiens são considerados e tratado como inferiores e com menos valor, e as suas raízes culturais são considerados completamente transferíveis para o mandarim.

### Renascimento pelas redes sociais
Há, no entanto, um grupo minoritário de falantes hokkien singapurenses e taiwaneses vivendo em Singapura, trabalhando para ajudar a preservar, difundir e reviver o uso de chinês hokkien em Singapura.
A facilidade de acesso à mídia de entretenimento hokkien on-line e à música pop de Taiwan ajuda a conectar-se ao idioma e à cultura. Muitos singapurianos estão cada vez mais usando plataformas online e de mídia social, como Facebook e grupos Meetup, para aprender, discutir, encontrar e interagir uns com os outros em hokkien.
Alguns dos grupos incluem:
- Facebook Singapore Hokkien Language and Culture Society: Fórum de discussão sobre todos os aspectos do chinês Hokkien, com foco principal no dialeto Hokkien de Singapura e suas variações de outras formas de hokkien.
- Facebook Singapore Hokkien Meetup: Grupo que organiza encontros regulares para prática do idioma. Também organiza cursos de idiomas gratuitos e sessões de compartilhamento para os interessados.
- Singapore Hokkien Language Meetup Group: O mesmo que o grupo do Facebook, mas organizado no Meetup.

## Fonologia

### Consoantes
O hokkien de Singapura tem um grande número de consoantes, e algumas suas oclusivas também contrastam com formas aspiradas como /t/ e /tʰ/ e a falta ou ocorrência de aspiração muda o significado da palavra.
|             |              | Bilabial        | Bilabial      | Alveolar            | Alveolar          | Alveolo-palatal      | Alveolo-palatal   | Velar           | Velar              | Glotal       |
| Surda       | Sonora       | Surda           | Sonora        | Surda               | Sonora            | Surda                | Sonora            | Surda           |                    |              |
| ----------- | ------------ | --------------- | ------------- | ------------------- | ----------------- | -------------------- | ----------------- | --------------- | ------------------ | ------------ |
| Nasal       | Nasal        |                 | m [m]名 (miâ) |                     | n [n]耐 (nāi)     |                      |                   |                 | ng [ŋ]硬 (ngǐ/ngē) |              |
| Plosiva     | Não-aspirada | p [p]邊 (pian)  | b [b]文 (bûn) | t [t]地 (tē)        | d [d]日 (di̍t)     |                      |                   | k [k]求 (kiû)   | g [g]牛 (gû)       | ʔ [ʔ]音 (im) |
| Plosiva     | Aspirada     | ph [pʰ]波 (pho) |               | th [tʰ]他 (thaⁿ)    |                   |                      |                   | kh [kʰ]去 (khì) |                    |              |
| Africada    | Não-aspirada |                 |               | ch [ts]曾 (chan)    | j [dz]* 熱 (jua̍h) | chi [tɕ]祝 (chiok)   | ji [dʑ]* 入 (ji̍p) |                 |                    |              |
| Africada    | Aspirada     |                 |               | chh [tsʰ]出 (chhut) |                   | chhi [tɕʰ]手 (chhiú) |                   |                 |                    |              |
| Fricativa   | Fricativa    |                 |               | s [s]衫 (saⁿ)       |                   | si [ɕ]心 (sim)       |                   |                 |                    | h [h]火 (hé) |
| Lateral     | Lateral      |                 |               |                     | l [l]柳 (liú)     |                      |                   |                 |                    |              |
| Labializada | Labializada  |                 |               |                     |                   |                      |                   |                 | w [w]我 (wá)       |              |

|          | Bilabial        | Alveolar        | Velar             | Glotal          |
| -------- | --------------- | --------------- | ----------------- | --------------- |
| Nasal    | -m [m] 心 (sim) | -n [n] 今 (kin) | -ng [ŋ] 興 (heng) |                 |
| Oclusiva | -p [p̚] 急 (kip) | -t [t̚] 越 (oa̍t) | -k [k̚] 速 (sok)   | -h [ʔ] 物 (mih) |

|       | Bilabial    | Velar          |
| ----- | ----------- | -------------- |
| Nasal | m [m̩] 毋(m̄) | ng [ŋ̍] 酸(sng) |

### Vogais
As vogais do hokkien de Singapura variam de acordo com o dialeto e sotaque, ou seja, a pronúncia de alguns dialetos e sotaques são mais parecidos com o do hokkien de Taiwan e outros são mais distantes, dependendo da ancestralidade dos falantes, das mudanças naturais que ocorrem nas vogais na maioria das línguas e da influência das línguas de prestígio e línguas francas. O hokkien de Singapura também tem vogais nasais.
|               | Anterior        | Anterior         | Central        | Posterior      | Posterior        |
| Simples       | Nasal           | Simples          | Simples        | Nasal          |                  |
| ------------- | --------------- | ---------------- | -------------- | -------------- | ---------------- |
| Vogal fechada | i [i] 佇 (i)    | iⁿ [ĩ] 錢 (chîⁿ) |                | u [u] 武 (mbu) | uⁿ [ũ] 想 (siuⁿ) |
| Vogal média   | e [e] 節 (tswe) | eⁿ [ẽ] 嬰 (eⁿ)   | o [ə] 閣 (koh) | o͘ [ɔ] 路 (lo͘ ) | oⁿ [ɔ̃] 翁 (oⁿ)   |
| Vogal aberta  | a [a] 巴 (pa)   | aⁿ [ã] 鼎 (tiaⁿ) |                |                |                  |

| Ditongos  | ai [aɪ] ㄞ     | au [aʊ] ㄠ     | ia [ɪa] ㄧㄚ   | io [ɪo] ㄧㄜ   |
| Ditongos  | iu [iu] ㄧㄨ   | oa [ua] ㄨㄚ   | oe [ue] ㄨㆤ   | ui [ui] ㄨㄧ   |
| Tritongos | iau [ɪaʊ] ㄧㄠ | iau [ɪaʊ] ㄧㄠ | oai [uai] ㄨㄞ | oai [uai] ㄨㄞ |

### Variação

#### Tons e sotaques regionais
Como já dito, existem vários dialetos e sotaques do hokkien singapurense em Singapura, que vem principalmente de Tong'an, Anxi, Nan'an, Kinmen, bem como Yongchun, Jinjiang, Longhai City e sotaques do sul de Zhangzhou. Na prática, é comum para os singapurianos misturar conjunções da língua inglesa como "e" em uma frase em hokkien. Alguns incluiriam hngo2 (uma observação exclamativa de Jinjiang/Nan'an), além das amplamente usadas partículas exclamatórias de hokkien lah (啦) ou lor (囉).

#### Falta de distinção entre leituras literárias e vernáculas
Ao dizer anos ou números, hokkien de Singapura normalmente não diferencia entre leituras literárias (文 讀音) ou vernáculas (白 讀音) de caracteres chineses. Em Taiwan ou Amoy, geralmente é feita uma distinção. Por exemplo, o ano de 1980 seria dito com uma pronúncia literária (一 九八 空 年; it kiú pat khòng nî); mas em Singapura, nenhuma diferenciação é feita e é pronunciado como de outra forma vernacular it káu poeh khòng nî.
Como outro exemplo, os taiwaneses falariam números de telefone usando leituras literárias, enquanto os singapurianos usariam os vernáculos. Por exemplo, o número de telefone 98444678 será pronunciado em Taiwan como kiú pat sù sù sù lio̍k chhit pat, enquanto em hokkien singapurense seria pronunciado como káu poeh sì-sì sì la̍k chhit poeh.

### Influência da fonologia do zhangzhou do sul e teochew

#### Mudança vocálica deingparaeng
No hokkien singapurense - em comparação com quanzhou (cujo sotaque hokkien geralmente inclina para), zhangzhou, amoy ou taiwanês (todos sendo parte hokkien padrão), que pronunciam a vogal ing - há uma mudança de vogal de ing (/iŋ/ ou /iəŋ/ ) para eng (/eŋ/ ou /ɛŋ/). Essa mudança é semelhante à pronúncia nas regiões ao sul de zhangzhou - condados de Dongshan, Yunxiao, Zhangpu, Pinghe, Zhao'an (sotaque do sul de Zhangzhou) - e em Teochew e cantonês.

##### Exemplos
Abaixo está a tabela com exemplos do fenômeno:
| Hanzi | Hokkien padrão (Amoy/Taiwanese) | Hokkien singapurense                     | Inglês   |
| ----- | ------------------------------- | ---------------------------------------- | -------- |
| 生    | sing                            | seng (Teochew)                           | Viver    |
| 淸    | tshing                          | cêng (Teochew)                           | Limpo    |
| 明    | bîng                            | bêng (Zhangzhou do sul) / mêng (Teochew) | Claro    |
| 冷    | líng                            | léng (Zhangzhou do sul/Teochew)          | Frio     |
| 英    | ing                             | eng (Zhangzhou do sul/Teochew)           | Bravo    |
| 政    | tsìng                           | zèng (Teochew)                           | Político |

#### Pronúncia de 我
Na pronúncia hokkien padrão, 我 (lit. 'Eu') é pronunciado como /ɡʊa˥˨/; mas na maior parte de Singapura é pronunciado como /wa˥˨/, que alguns alegam ter sido influenciado pela pronúncia do teochew /ʊa˥˨/ embora outros dialetos como o putianês e alguns dialetos de hokkien regionais também o pronunciem como /ʊa˥˨/.

## Gramática
Existem algumas diferenças entre a estrutura da frase usada pelos falantes de hokkien singapurense e pelos de hokkien padrão (Amoy/taiwanês).
Por exemplo, ao fazer a pergunta "você quer ...?", no hokkien singapurense normalmente usa a estrutura de frase «愛 …… 莫？» (ai… mài?), Enquanto o taiwanês usa «欲 …… 無？» (beh… bô?) A palavra «愛» (ai) é comumente usada no hokkien singapurense para significar "querer", mas no hokkien padrão e no hokkien taiwanês, a palavra «欲 /卜»(beh) (que significa "querer") é usada. «愛» (ai) no hokkien padrão e taiwanês, normalmente significa "amo" ou "preciso".
Além disso, ao contrário do taiwanês - que normalmente usa a palavra «敢» (kám) (que significa "seja ou não") ao fazer uma pergunta, que é mais formal ou educada - o hokkien singapurense não usa a palavra «敢» (kám). Em vez disso, ele simplesmente adiciona a palavra «無» (bô) no final da frase para indicar que é uma pergunta (semelhante ao «嗎» (ma) do mandarim ou adiciona uma entonação do cantonês «咩» (me1) no final. Adicionando a palavra «無» ( bô) no final de uma frase também é usado em hokkien taiwanês, quando se faz uma pergunta de forma informal.

### Diferença na estrutura de sentenças
| Hokkien singapurense            | Amoy                             | Inglês                    |
| ------------------------------- | -------------------------------- | ------------------------- |
| 愛食飯莫？ (ai chia̍h-pn̄g mài?)  | 欲食飯無？ (beh chia̍h-pn̄g bô?)   | Você quer comer           |
| 汝有睏飽無？ (lé ū khùn-pá bô?) | 汝敢有睏飽？ (lí kám ū khùn-pá?) | Você dormiu o suficiente? |

## Numerais
A lista a seguir mostra as leituras coloquiais dos numerais usados para contar objetos:
| Hanzi  | Pe̍h-ōe-jī | Valor | Notas                                                                                 |
| ------ | --------- | ----- | ------------------------------------------------------------------------------------- |
| 零, 〇 | lêng      | 0     | 〇 é uma forma informal de representar zero. Também pode ser 空 (khòng).              |
| 一     | chi̍t      | 1     | Também pronunciado it. Também 么/幺 (io) quando usado para números de telefone e etc. |
| 兩     | nn̄g       | 2     | Também escrito como 二 (lī/jī)                                                        |
| 三     | saⁿ       | 3     |                                                                                       |
| 四     | sì        | 4     |                                                                                       |
| 五     | gō        | 5     |                                                                                       |
| 六     | la̍k       | 6     |                                                                                       |
| 七     | chhit     | 7     |                                                                                       |
| 八     | poeh      | 8     |                                                                                       |
| 九     | káu       | 9     |                                                                                       |
| 十     | cha̍p      | 10    |                                                                                       |

### Números ordinais
A maioria dos números ordinais é formada pela adição de 第 (tē) na frente de um número cardinal. Em alguns casos, a leitura literária do número deve então ser usada. Por exemplo, 第一 = tē-it, 第二 = tē-jī.

## Diferenças do hokkien padrão
Existem pequenas diferenças entre o hokkien singapurense e o de Amoy ou o Taiwanês em termos de vocabulário, pronúncia e gramática. Os hokkien de Amoy e taiwan têm grande semelhança e são geralmente considerados o padrão em hokkien, diferindo apenas em termos de vocabulário.

### Vocabulário único
Embora o hokkien singapurense seja semelhante ao Amoy ou ao taiwanês, existem certas palavras únicas no hokkien de Singapura, que são diferentes dos dois dialetos mencionados anteriormente.
| Hokkien de Singapura (Hanji) | POJ         | Padrão                 | Definição                              |
| ---------------------------- | ----------- | ---------------------- | -------------------------------------- |
| 死景                         | sí-kéng     | 博物館 (phok-bu̍t-kóan) | Museu                                  |
| 活景                         | o̍ah-kéng    | 動物園 (tōng-bu̍t-hn̂g)  | Zoológico                              |
| 掠無球                       | lia̍h-bô-kiû | 毋捌 (m̄-bat)           | Não entendi nada                       |
| 假強                         | kê-khiàng   | 假𠢕 (ké-gâu)          | Haja inteligentemente                  |
| 俏母                         | chhiò bú    | 水查某 (súi cha-bó͘)    | Bonita                                 |
| 督公                         | tok-kong    | 贊 (chàn)              | Excelente (originou-se de Na Tuk Kong) |

### Mesmo significado, palavras diferentes
| Hokkien singapurense            | Definição                                                | Comparação Amoy/Taiwanês                         | Notas |
| ------------------------------- | -------------------------------------------------------- | ------------------------------------------------ | --- |
| 欲 (ai)                         | Querer                                                   | 欲 (beh)                                         | 愛(ài) em Amoy significa "amor" ou "preciso". "欲" em hokkien de Singapura pode ser classificado como um verbo auxiliar denotando volição do verbo seguinte. 欲 (beh) é escrito alternativamente algumas vezes como卜 (beh) ou 要 (beh) |
| 汝 (lí/lɯ2/lér/lú)              | Você                                                     | 汝 (lí)                                          | "你 (lí)" (usado em Amoy/Taiwanese) também é usado no hokkien de Singapura, originado de Amoy. A pronúncia de /lɯ2/ 汝 originou-se do sotaque Tâng-oann 同安音, enquanto /lú/ 汝 veio do sotaque Ho-san (subúrbio da ilha de Amoy) 禾山腔(廈門島郊區腔). O mesmo para /lér/ 汝, que veio da pronúncia de Teochew. |
| 恁儂 or 恁人 (lín lâng)         | Vocês todos                                              | 恁 (lín)                                         | O uso de "儂/人 lâng" nos pronomes de hokkien de Singapura (eu, você, nós) originou-se da gramática de Teochew. |
| 我儂 or 我人 (góa lâng)         | Nós                                                      | 阮 (gún/guán) ou 咱 (lán)                        | "阮 儂 ou 阮 人 gún lâng" e "咱/咱 儂 lán/lán lâng" também são usados no hokkien de Singapura. Quanzhou e Zhangzhou usam 阮 (gún), enquanto Amoy usa 阮 (gún / guán) de maneira semelhante ao taiwanês. |
| 伊儂 (i lâng)                   | Eles                                                     | (亻因 /怹) (in)                                  | A adição de 儂 lâng é originária de Teochew e também é comumente usada em Xangai. |
| 錯 chhò                         | Errado                                                   | 毋著 m̄-tio̍h                                      | A palavra malaia "salah" é, na verdade, mais comumente usada para significar "errado" no hokkien singapurense. "毋 著" (m̀-tio̍h) também é usado no hokkien singapurense |
| 舊早 kū-chá                     | No passado                                               | 頂擺 (téng-mái) or 以前 í-chêng                  | Todas as variantes são usadas em Amoy/taiwanês |
| 鬭跤手 tàu-kha-chhiú            | Ajuda                                                    | 鬭相共 tàu-saⁿ-kāng                              | Todas as variantes são usadas em Amoy/taiwanês |
| 卽兜 chit-tâu                   | Esse lugar                                               | 卽爿 chit-pêng or 遮 chiâ                        | 卽爿 chit-pêng é comumente usado em Singapura, 遮 chiâ é menos usado. 卽 chit é às vezes escrito alternativamente como 这 ou 今 |
| 按呢款 án-ne-khóan              | Nessa forma                                              | 按呢 án-ne/án-ni                                 | 款 khóan geralmente não é usado em amoy/taiwanês |
| 幾鐳 (kui-lui) or 幾箍 kui khoo | Quanto?                                                  | 偌濟錢 jōa-chōe chîⁿ                             | Todas as variantes são usadas no Amoy. Tanto "lui 鐳" quanto "chîⁿ 錢" são usados na região de Minnan hoje para significar "dinheiro". Em Singapura, entretanto, "lui 鐳" é mais comumente usado para significar "dinheiro". A palavra "lui 鐳" era considerada originária do malaio. No entanto, pesquisas indicaram que a palavra "lui 鐳" é na verdade uma palavra Hokkien única, originada da unidade monetária conhecida como "銅 鐳 tâng-lui" durante o início do período republicano chinês.[carece de fontes?] Na verdade, significa "dinheiro de bronze". "銅 鐳 tâng-lui" era comumente usado na região de Minnan e na região de Chaoshan durante aquela época, e o termo se espalhou para Singapura então e permanece em uso comum até hoje. "lui 鐳" costumava ser usado em Taiwan, mas devido ao domínio colonial japonês, "lui 鐳" caiu em desuso. Foi substituído por "錢 chîⁿ", que é o termo normal para "dinheiro" em Taiwan hoje. |
| 轉厝 tńg-chhū (pron. tn̂g-chhū)  | Voltar para casa                                         | 倒去 to—khì                                      | 轉去 to—khì também é usado em Singapura, mas com um significado mais geral de "voltar", não especificamente para casa. |
| ‘今仔’日 kiaⁿ-ji̍t               | Hoje                                                     | 今仔日 kin-á-ji̍t                                 | ‘今 仔’ 日 kiaⁿ-ji̍t é uma concatenação de Amoy 今 仔 日 kin-á-ji̍t. 今日 (kin-ji̍t) também é ouvido em Singapura. |
| 當今 tong-kim                   | Hoje em dia                                              | 現此時 hián-chú-sî (pron. hiān-chū-sî)           | Tanto no hokkien de Singapura quanto Amoy/taiwanês geralmente usam 這 陣 chit-chūn para abranger o significado de "hoje em dia". 現 此時 hián-chú-sî é comumente usado em taiwanês. |
| 即陣 chit-chūn                  | Agora                                                    | 卽擺 chit-mái or 卽暫 chit-chām                  | 卽陣 chit-chūn é também usado em Amoy/Taiwanês |
| 四散 sì-sōaⁿ (pron. sí-sóaⁿ)    | de qualquer forma/casual/aleatório                       | 烏白 (o͘-pe̍h)                                     | Por exemplo. 伊 四散 講 i sì-sōaⁿ kóng - Ele fala casualmente (ou sem sentido). 四散 (sim-sōaⁿ) às vezes também é usado em Amoy. |
| 定著 tiāⁿ-tio̍h                  | Com certeza                                              | 一定 it-tīng or 絕對 cho̍at-tùi (pron. chòat-tùi) | 定著 tiāⁿ-tio̍h é usado também em Taiwan. 一定 it-tīng é um emprestimo linguístico de mandarim. |
| 驚輸 kiaⁿ-su                    | Medo de falhar - kiasu                                   | 驚失敗 (kiaⁿ sit-pāi)                            | |
| 公私 kong-si                    | Compartilhar                                             | 分 pun or 公家 kong-ke                           | |
| 正 chiā                         | Muito                                                    | 真 chin                                          | |
| 傷 siong                        | Muito difícil                                            | 艱難/困難 kan-lân/khùn-lân                       | "傷 siong" significa literalmente "prejudicial", mas tornou-se uma gíria em Singapura para "difícil". |
| 幸 heng                         | Felizmente                                               | 好佳在 hó-kai-chài                               | |
| 食風 chia̍h-hong                 | Para ir de férias, ou mais geralmente para viver no luxo | 𨑨迌 tshit-thô                                   | No Amoy/Taiwanês, "食風 (chia̍h-hong)" é também usado mas significa "enfrentando o vento". Em Singapura, 𨑨迌 tshit-thô significa simplesmente "brincar". |

### Mesma palavra, pronúncia diferente
| Palavra   | Significado | Hokkien de Singapura | Hokkien taiwanês | Notas |
| --------- | ----------- | -------------------- | ---------------- | --- |
| 咖啡      | Café        | ko-pi                | ka-pi            | ko-pi é um empréstimo linguístio de malaio "kopi" que por sua vez vem do inglês "coffee." A palavra mandarim "Ka-fei" e o de taiwanês "Ka-pi" são derivadas da versão europeia continental "Café" (Francês/Espanhol/Português) ou "Kaffee" (Alemão). Como o hokkien não tem o fonema /f/, o fonema se tornou o fonema /p/. O hokkien filipino que é bem próximo da variedade taiwanesa pronúncia a palavra "café" como "ka-peh" que deriva da pronúncia filipina da palavra espanhola "café" que é "kape". |
| 按怎      | Como        | án-chóaⁿ             | án-nuá           | "án-chóaⁿ" é também comumente usado em Taiwan. A pronúncia de "án-nuá" origina-se de Zhangzhou. |
| 啥物/甚物 | O que       | si-mih/sim-mih       | siáⁿ-mi̍h         | "si-mih/sim-mih" é baseada na palavra 甚物 (usado em Amoy/Zhangzhou), enquanto "siáⁿ-mi̍h" é baseado na palavra 啥物 (usado em Quanzhou). O taiwanês tipicamente usa "啥物 siáⁿ-mi̍h" mais frequentemente, apesar de que "甚物 sim-mih" é também usado. O singapurense também usa "啥物 siáⁿ-mi̍h", mas menos frequentemente. |

## Influência de outras línguas
Como Singapura é um país multilíngue, o hokkien local foi influenciado por muitas outras línguas faladas em Singapura. Como resultado, muitas palavras não-hokkiens foram importadas para o hokkien de Singapura, como as do malaio, teochew, cantonês e inglês.

### Empréstimos de variantes chinesas
Existem palavras no hokkien de Singapura que se originaram de outras variantes chinesas faladas em Singapura.
| Hokkien singapurense | Significado                       | Amoy                                             | Notas |
| -------------------- | --------------------------------- | ------------------------------------------------ | --- |
| 偏 (phiⁿ)            | Barato                            | 俗 (sio̍k)                                        | 偏 (phiⁿ) originou-se do teochew. 俗 (sio̍k) é também usado em Amoy/Quanzhou/Zhangzhou |
| 死父(sî-bēh)         | Muito                             | 眞 (chin) or 足 (chiok)                          | Originou-se da palavra do teochew 死父 (si2-bê6). Usado de forma intercambiável em hokkien singapurense, que pode coincidir com a pronúncia do hokkien de 死爸(sí-pēh). A palavra 死爸(sí-pēh) no hokkien original é uma palavra vulgar que significa "na medida em que seu/meu pai morre". |
| 山龜 (soāⁿ-ku)       | Caipira                           | 土包仔 (thó͘-pau-á)                               | Originou-se do teochew., lit. "tartaruga da montanha" |
| 無便 (bô-piàn)       | Não há como (nada pode ser feito) | 無法度 (bô-hoat-tō)                              | Originou-se do teochew. |
| 做儛 (chò-bú),       | Junto                             | 做伙 (chòe-he), 做陣(chòe-tīn) or 鬭陣 (tàu-tīn) | Originou-se do teochew. |
| 緊張 (gan tʂiong)    | Nervoso                           | 緊張 (kín-tiuⁿ)                                  | Originou-se do cantonês. |

### Empréstimos do malaio
| Empréstimos do malaio | Hanzi          | Definição           | Amoy                                                       | Notas |
| --------------------- | -------------- | ------------------- | ---------------------------------------------------------- | --- |
| Su-ka (soeka)         | 舒合 (su-kah)  | Gostar              | 合意 (kah-ì)                                               | |
| Sabun                 | 雪文 (sap-bûn) | Sabão               | 茶箍 (tê-kho͘)                                              | 雪文 (sap-bûn) é também usado em Taiwan. Amoy, quanzhou e zhangzhou também usam 雪文 (sap-bûn). Que se origina do português antigo "sabon" (hoje em dia é falado sabão) que também deu ao malaio sua palavra para sabonete. 茶箍/茶枯 (tê-kho͘) também é usado em amoy/quanzhou/zhangzhou. |
| Kah-win (kawin)       | 交寅 (kau-ín)  | Casar               | 結婚 (kiat-hun)                                            | 交寅 (kau-ín) é também usado no hokkien de Amoy. Origina-se do malaio. |
| Ka-cau                |                | Distúrbio           | 攪擾 (kiáu-liáu)                                           | |
| Ba-Lu (Baru)          |                | Recentemente        | 最近 (chòe-kīn)                                            | |
| Pa-sak (Pasar)        | 巴刹 (pa-sat)  | Mercado             | 市場 (chhī-tiûⁿ) ou 菜市 (chhài-chhī)                      | |
| Ma-ta (Mata Mata)     |                | Polícia             | 警察 (kéng-chhat)                                          | Mata literalmente significa "olho" e também é usado na Malásia como termo coloquial para a polícia. |
| Ga-duh                |                | Briga               | 冤家 (oan-ke)                                              | |
| Si-nang (Senang)      |                | Fácil               | 簡單 (kán-tan)                                             | |
| To-long               |                | Ajuda               | 拜托 (pài-thok)，幫忙 (pang-bâng) ou 鬭相共 (tàu-saⁿ-kāng) | |
| Sa-lah                |                | Ofença, errado      | 犯法 (hōan-hoat)                                           | |
| Ta-pi (Tetapi)        |                | Mas                 | 但是 (tān-sī)， 毋過 (m̄-koh/m-ku) ou 猶毋過(iáu m̄-koh)     | 毋過 também é usado em amoy/quanzhou/zhangzhou. Quanzhou tipicamente pronuncia 毋過 como "m̄-ku", quando zhangzhou pronuncia como 毋過 as "m̄-koh". |
| Roti                  |                | Pão                 | 麪包 (mī-pau) ou 'phang' (Empréstimos do japonês)          | |
| Pun                   | 本(pun)        | Também              | 嘛是 (mā sī) ou 也是 (iā-sī)                               | E.g. 伊本是眞帥 (i pun-sī chin suí) - Ela também é bem bonita. |
| Saman                 |                | Intimação (multa)   | 罰款 (ho̍at-khóan)                                          | |
| Agak Agak             |                | Estimativa          | 臆 (ioh)                                                   | |
| Kentang               |                | Potato              | 馬鈴薯 (má-lêng-chû)                                       | |
| Guli                  |                | Mármore             | 大理石 (tāi-lí-chio̍h)                                      | |
| Botak                 |                | Careca              | 光頭 (kng-thâu) or 禿頭 (thut-thâu)                        | |
| Pakat                 | 巴結 (pá-kat)  | Conspire            | 串通 (chhòan-thong)                                        | |
| Buaya                 | 磨仔 (buá à)   | Crocodilo           | 鱷魚 (kho̍k-hî)                                             | |
| Beh Ta-han            | 袂扙捍         | Não posso tolerar   | 擋袂牢 (tòng bē tiâu)                                      | Formado pela palavra hokkien "beh 袂" e a palavra malaia "tahan" |
| Mana Eh Sai           | Mana 會使      | Como pode ser isso? | 敢會使 (kam ē-sái)                                         | Formado pela palavra malaia "mana" e uma palavra hokkien "e-sai 會使" |
| Lokun                 | 老君           | Médico              | 醫生 (i-seng)                                              | Da palavra malaia "Dukun", que significa shaman ou homem de medicina. Alternativamente, 老君 lo-kun está relacionado com a divindade taoísta Daode Tianzun, que é comumente conhecido como Taishang Laojun (太上老君) "O Grande Senhor Idoso Supremo". Muitos chineses em Singapura praticavam o taoísmo e visitavam templos taoístas para prescrever remédios para curar suas doenças. Naturalmente, a divindade tornou-se como um médico. Lokun 老君 pode também significar homem inteligente. |

### Empréstimos do inglês
Existem também muitos empréstimos do inglês usados no hokkien de Singapura. Eles geralmente são usados quando o falante não conhece o equivalente em hokkien. Alguns desses termos em inglês estão relacionados a trabalhar e morar em Singapura.
| Palavras do inglês no hokkien de Singapura | Hokkien taiwanês |
| ------------------------------------------ | ---------------- |
| Shopping                                   | 街 (kho-koe)     |
| MRT                                        | 地鐵 (tē-thih)   |
| But                                        | 但是 (tān-sī)    |
| Toilet                                     | 廁所 (tshe-só͘)   |

## Vocabulário do chinês antigo
Certas pronúncias coloquiais de palavras do hokkien de Singapura são herdadas diretamente do sistema consonantal do chinês antigo. O hokkien não experimentou uma grande mudança fonológica durante o período de transição do chinês antigo para o chinês médio.
O hokkien de Singapura preservou uma característica única do chinês antigo: não possui a consoante "f". Por exemplo, a palavra "分" não é pronunciada como fen, mas sim como pun. Isso marca uma grande diferença entre o chinês antigo e o chinês médio. O hokkien de Singapura também preservou a vogal nasal e a vogal sai do chinês antigo.
| Palavras em chinês antigo/pronúncia em hokkien (AFI) | Mandarim  | Português        | Notas                                                           |
| ---------------------------------------------------- | --------- | ---------------- | --------------------------------------------------------------- |
| 汝/li/ or /lɯ/                                       | 你        | Você             |                                                                 |
| 伊/i/                                                | 他/她/它  | Ele(a)           |                                                                 |
| 箸/ti/                                               | 筷子      | Pauzinhos        |                                                                 |
| 物件/mi-kiaⁿ/                                        | 東西      | Coisas           |                                                                 |
| 安呢/an-ni/                                          | 這麼      | Como isso        |                                                                 |
| 按怎/an-tzua/                                        | 怎麼      | Como?            |                                                                 |
| 老君/lo-kun/                                         | 医生      | Médico           |                                                                 |
| 厝/tsu/                                              | 房子      | Casa             |                                                                 |
| 檨/suaiⁿ/                                            | 芒果      | Manga            |                                                                 |
| 枵/iao/                                              | 肚子餓    | Com fome         | Exemplo: 我個腹肚眞枵。(Meu estômago está com muita fome)       |
| 尻川/kha-tsəng/                                      | 屁股      | Nádega           |                                                                 |
| 骹/kha/                                              | 腳        | Perna            |                                                                 |
| 塗骹/thɔ-kha/                                        | 地上      | Piso             |                                                                 |
| 鼎/tiaⁿ/                                             | 鍋        | Uoque            |                                                                 |
| 肉脞/ba-tsɔ                                          | 碎肉      | Carne moida      |                                                                 |
| 蹛/tua/                                              | 在/居住   | Viver            | Exemplo：汝蹛底落？ (Onde você mora?)                           |
| 佇/ti/                                               | 在        | Em               | Exemplo：汝佇底落？(Onde você está?)                            |
| 徛/khia/                                             | 居住/站   | Viver            | Exemplo：我徛佇牛車水。(Eu moro em Chinatown)                   |
| 暗冥/am-mi/                                          | 晚上      | Noite            |                                                                 |
| 晏/uaⁿ/                                              | 晚        | Noite            |                                                                 |
| 門骹口/məng-kha-khao/                                | 門口      | Entrada          |                                                                 |
| 外口/gua-khao/                                       | 外面      | Lado de fora     |                                                                 |
| 泅水/siu-tzui                                        | 游泳      | Nadar            |                                                                 |
| 卽陣/tzit-tzun/                                      | 現在      | Agora            |                                                                 |
| 卽久/tzit-ku/                                        | 現在      | Agora            |                                                                 |
| 卽馬/tzit-ma/                                        | 現在      | Agora            |                                                                 |
| 現此時/hien-tsu-si/                                  | 現在/現時 | Agora            |                                                                 |
| 當今/tɔng-kim/                                       | 現在      | Hoje em dia      |                                                                 |
| 眠牀/bin-tsəng/                                      | 睡牀      | Cama             |                                                                 |
| 遘/kao/                                              | 到        | Chegar em        | Exemplo：我遘厝了(Eu cheguei em casa)                           |
| 转/təng/                                             | 回去      | Voltar           | Exemplo：我轉去學堂提物件。(Eu voltei para pegar minhas coisas) |
| 倒轉/to-təng/                                        | 回去      | Voltar           |                                                                 |
| 食/tzia/                                             | 吃        | Comer            |                                                                 |
| 還未/ia-bue/                                         | 還沒      | Ainda não        | Exemplo：我還未食飯。(Eu não comi ainda)                        |
| 趁錢/than-tziⁿ/                                      | 賺錢      | Ganhar dinheiroo |                                                                 |

## Uso cultural

### Em religião
Os sacerdotes taoístas hokkien são o maior grupo entre a comunidade do clero taoísta em Singapura. Eles sempre conduziram seus serviços religiosos em hokkien e ainda continuam a fazê-lo. Alguns dos templos budistas chineses em Singapura continuam a recitar as escrituras budistas em Hokkien durante seus cultos diários. As escrituras contêm romanização hokkien ao estilo de Singapura para ajudar na recitação. Existem também CDs de sermões budistas de hokkien disponibilizados e distribuídos entre as comunidades hokkien em Singapura e no exterior. Algumas das igrejas cristãs chinesas em Singapura também realizam cultos em hokkien singapurense.

### Música
Existem escritos, ditados folclóricos e baladas em hokkien de Singapura escritos pelos primeiros imigrantes chineses em Singapura.
Entre as baladas folclóricas, alguns escritos notáveis contam a história e as dificuldades dos primeiros imigrantes chineses em Singapura.
Há 18 seções na balada poética "行 船歌" (Hâng-chûn-koa) ("Canções de viajar em um barco"), que fala sobre como os primeiros imigrantes migraram para Singapura.
Há outra balada chamada "砰 嘭 水中 流" (Ping-pong-chúi-tiong-lâu) ("Fluir no meio da água"):   
乞涸木爲舟，

kih kok bo̍k ūi tsiu
砰嘭水中流，
pin pong chúi tiong lâu
門雙劃槳，
mn̂g-siang u̍ih-hiúⁿ
噝刷到泉州。

si suit kàu chôan-chiu
Um exemplo de balada de amor folclórica é "雪 梅思君" (Soat-m̂-su-kun) ("Neve e ameixa pensando em um cavalheiro"), sobre a lealdade e castidade do amor.
Um exemplo de poesia de amor é "針線 情" (Chiam-sòaⁿ-chiâⁿ） ("As emoções da agulha e da linha"): 
你是針，我是線，針線永遠黏相倚。

lí sī chiam ， góa sī sòaⁿ ，chiam-sòaⁿ éng-óan liâm siòng óa
人講針補針針也著線，爲何放阮咧孤單。
lâng kóng chiam pó͘ chiam hiam tio̍h sòaⁿ， ūi-hô pàng gún leh ko͘-toaⁿ
啊！你我本是同被單，怎樣來拆散？
Ah, lí góa pún sī tâng phōe-toaⁿ, chóaⁿ-iūⁿ lâi thiah-sòaⁿ
有針無爲叫阮要按怎，思念心情無帶看。

ū chiam bô sòaⁿ kiò gún ài an-chóaⁿ， su-liām sim-chiâⁿ bô-tè khòaⁿ

### Getai
Singapura também realizava o Getai durante os festivais tradicionais chineses, por exemplo, o Festival Zhong Yuan. Durante o evento do Getai, é comum falar vários dialetos do chinês, incluindo hokkien, teochew e cantonês. Durante a década de 1960, a música em hokkien era particularmente popular. A estrela do hokkien de Singapura, Chen Jin Lang (陳金浪), já foi o apresentador e cantor principal durante o Festival dos Fantasmas Famintos. Sua famosa canção "10 níveis de Hades" ("十 殿 閻君") foi especialmente popular.

### Ópera
A primeira ópera em hokkien de Singapura teve suas origens na ópera Gaojia, que foi trazida de Quanzhou para Singapura no final do século XIX. Em 1927, a ópera taiwanesa Gezai se espalhou por Singapura, tendo um papel significativo teatro hokkien em Singapura. Como suas letras e estilo de canto eram mais fáceis de entender, por causa do uso do hokkien coloquial, causou um grande impacto em Singapura e ultrapassou a Gaojia. Consequentemente, em meados do século XX, ela substituiu a ópera Gaojia para se tornar a ópera em hokkien de corrente dominante em Singapura.
Atualmente, a ópera em hokkien singapurense é executada por dois grupos mais antigos - Grupo de Ópera Sin Sai Hong Hokkien (新 賽 風 閩 劇團) e Grupo de Ópera Xiao Kee Lin Hokkien (筱 麒麟 閩 劇團) - e três grupos mais recentes - Grupo de Ópera Sio Gek Leng Hokkien (筱玉隆 閩 劇團), Grupo de Ópera Ai Xin Hokkien (愛心 歌仔戲 團) e Ópera Do [Hokkien] (延 戲 [福建 歌仔戲]), que é o mais novo.
Uma escola de ópera chinesa em Singapura nutre talentos na ópera, incluindo a ópera hokkien.

### Filmes
Os filmes em hokkien de Singapura começaram a aparecer no final da década de 1990, notadamente por dublagem em filmes chineses convencionais em hokkien feitos em Singapura. Entre eles, filmes dirigidos por Jack Neo, como I Not Stupid e Money No Enough foram populares. Eles refletiam o ambiente social dos singapurianos locais.

### Rádio
Embora as rádios de Singapura tenham começado a banir o Hhkkien na década de 1980, a Rediffusion Singapore continuou a transmitir em hokkien e contribuiu muito para a cultura de Singapura. Por exemplo, o programa Amoy folk story em hokkien (廈 語 民間 故事), de Xu Shumei (許淑梅), foi muito popular.

### Nanyin
Nanyin (Música do sul) se espalhou pela primeira vez em Singapura em 1901. Muitos imigrantes de Quanzhou começaram a estabelecer várias organizações de nanyin.
Os que sobreviveram incluem a Associação de Música Siong Leng, que foi criada em 1941. Foi responsável por promover o nanyin, bem como a ópera Liyuan. Em 1977, o então presidente da associação, Ting Ma Cheng (丁馬 成), defendeu o ASEAN Nanyin Performance (亞細安 南 樂 大會 奏), que ajudou a reviver o nanyin. Além disso, a fim de educar os jovens sobre esta arte performática, ele também publicou dois livros sobre a ópera nanyin e liyuan.
Atualmente, a Associação de Música Siong Leng é liderada por Ding Honghai (丁宏海) e continua a promover o nanyin em Singapura.

## Registros do Pe̍h-ōe-jī
Existem algumas cartas escritas em Pe̍h-ōe-jī dos primeiros migrantes hokkiens em Singapura.
Um exemplo foi fornecido pelo descendente de Tan Book Hak, um primo de Tan Kah Kee.
| Carta em POJ | Hàn-jī |
| --- | --- |
| 12 ge̍h 26 ji̍t Ha̍k-ḿ siu Tī bô phah-sǹg ê tiong-kan chih-tio̍h lâi phoe chit hong, lāi-bīn só kóng long chai siông-sè, lūn lín Hiân-chek ê sin-khu, kūn lāi ū khah ióng, lín bián khoà-lū, lūn jī á nā-sī khah kín tò-lâi pó khah hó. Nā tò-lâi chia, ū sî iā thang hō͘ in hiân-chek khah I kàu-hùn, bián-lē. sǹg hiân-sî nî-hè iáu chió, bē bián tit-siū ín-iń, ng-bāng nî-hè kàu gia̍h i chiū ē bat siūⁿ . lí m̄-thang khoà-lū. lūn chhin-chiâⁿ goá ta̍k lé-pài lo̍h khì Ē-Mn̄g thām thiā, long boē hó-sè. Tā-chiah chia bān-bān koh chhōe, goá iā chin tì-ì . lūn su-chē hiân-chai bô tī the, iā thang chai ié ī-sū. Lái heⁿ lun̄ mā ái kóng hó, chiaⁿ-ge̍h chiah beh tò-lâi. Lūn chō sō ê seng-khu ū ióng-ióng á-bô. Chin siàu-liân ǹg-bāng mê-nî ē long tò-lâi, koh $100.00 kho ě sū. Suá bô ti-teh thēng hāu-lâi,góa chiah mn̄g I ê siông-sè, chit ê kì-hō,lí chai āu-pái m̄-thang kià kòe lâi sàng góa, ū chōe chōe êhùi khì. Chhéng an put it. Ông pheh lîm | 12月26日 學姆 收 佇無拍算的中間，接著來批一封，內面所講攏知詳細。論恁賢叔的身軀，近來有較勇，恁免掛慮。論兒仔若是較緊倒来保較好，若倒來遮，有時也通予(亻因) 賢叔共伊教訓、勉勵。算現時年歲猶少，袂免得受引誘，向望年歲夠額 伊就會捌想，汝毋通掛慮。論親情，我逐禮拜落去廈門探聽，攏袂好勢，踮遮則慢慢閣揣，我也真致意。論師姐現在無佇咧，也無通知伊的意思，來衡論嘛愛講好，正月才欲倒來。論做嫂用身軀有勇勇抑無？真少年，向望明年會攏倒來，閣$100.00箍的事。師也無佇咧，聽後來，我才問伊的詳細，這個記號，汝知後擺汝毋通寄過來送我，有濟濟的費氣。請安不一。 王帕林 |

## Lugares em Singapura
Existem nomes de lugares em Singapura que se originaram do hokkien: Toa Payoh, por exemplo.